# Helina collessi
Helina collessi este o specie de muște din genul Helina, familia Muscidae, descrisă de Adrian C. Pont în anul 1989. Conform Catalogue of Life specia Helina collessi nu are subspecii cunoscute.